# مكالمة فائتة

رمز المكالمة الفائتة

المكالمة الفائتة هي مكالمة هاتفية يتمُّ إنهاؤها عمدًا من قِبل المُتصِل قبل أن يرد عليها المُتصَل عليه وذلك من أجل توصيل رسالةٍ متفق عليها مسبقًا. تُعتبر المكالمات الفائتة أمرٌ شائعٌ في الأسواق الناشئة نظرًا لأن المكالمة لا تتمُّ بالفعل وعليه فهي غير ذات تكلفة على المتصل وهو ما يُمكّنه من الحفاظ على رصيده المدفوع مسبقًا.
تبرزُ المكالمات الفائتة بشكلٍ خاصٍ في الهند، بل إنَّ استخدامها في هذا البلد قد اتَّسعَ جدًا للدرجة التي أصبحت فيها نوعًا من أنواع الاتصال – على الرغمِ من محدوديّته –، وأصبح يُعتَمد عليها أيضًا كشكلٍ من أشكال الاتصالات التسويقية حيث يقوم المستخدمون الذين تلقَّوا مكالمة فائتة بالاتصال في بعض الأحيان بذاك الرقم فيتلقون مكالمة أو رسالة نصية تحتوي على إعلانات ومحتويات أخرى. أُنشئت أيضًا أشكالٌ أخرى من الخدمات حول استخدام المكالمات الفائتة بهذه الطريقة وذلك للاستفادة بشكلٍ أساسي من حقيقة أن الهواتف المميزة – وهي الهواتف الأعلى من نظريرتها المحمولة والأقل من الذكيّة – شائعة نسبيًا في الهند على عكس الهواتف الذكية.

## التأثير
تحظى الهواتف المحمولة مسبقة الدفع بشعبية في الأسواق الناشئة نظرًا لتكلفتها المنخفضة مقارنة بأنواع أخرى من الهواتف. الحقيقةُ أنَّ لدى باقات الدفع المسبق عددٌ محدودٌ من الدقائق المُخَصَّصة للمكالمات الصادرة، وعليه يلجأ المستخدمون لطريقة المكالمة الفائتة كونها ليست مكالمة بالمعنى الحرفيّ ومع ذلك يُمكن استخدامها لإيصالِ رسالةٍ ما – متفقٌ عليها في الغالب – دون استهلاك الرصيد الهاتف. تتجاوز المكالمات الفائتة أيضًا حاجز اللغة نظرًا لأنها لا تتطلَّبُ نقل الصوت أو النصّ. في هذا السياق، يقولُ أستاذ إدارة التسويق في المعهد الهندي للإدارة في كوريكود كيور بوراني (بالإنجليزية: Keyoor Purani)‏: «المكالمات الفائتة هي آليةُ اتصالٍ اقتصاديةٍ وواسعة النطاق.»
أبدت بعض شركات الاتصالات اللاسلكيّة في البلدان التي شاعت فيها طريقةُ الاتصال الفائت – أو المكالمة الفائتة – مخاوف من أنَّ هذه الممارسة تستخدم شبكاتها بطريقةٍ لا يمكن للشركات جني إيراداتٍ منها. قدَّرت إحدى شركات الاتصالات الكينية في آب/أغسطس 2005 أن أربعة ملايين مكالمة فائتة تتمُّ على شبكتها يوميًا، بينما أشارت بعضُ التقديرات في عام 2006 إلى أن 20 حتى 25% من مكالمات الهاتف المحمول في الهند كانت عبارة عن مكالمات فائتة، في حين أعلنت رابطة مشغلي الهواتف الخلوية في الهند (بالإنجليزية: Cellular Operators Association of India)‏ عام 2007 أنها ستجري دراسة حول تأثيرات المكالمات الفائتة على شبكات الهاتف المحمول الهندية. لم يقتصر تأثير المكالمات الفائتة عند هذا الحد بل تجاوزه بكثير حينما أعلنت جامعة الفلبين ديليمان (بالإنجليزية: University of the Philippines Diliman)‏ عن أنَّ كلمة ميسكول (بالتاغالوغية: Miskol)‏ هي «كلمة العام» في مؤتمر اللغة الذي عقدته جامعة عام 2007.

## حالات الاستخدام

### الاستخدام الاجتماعي
عادةً ما تكونٌ المعلومات التي تُفهم من المكالمات الفائتة متفقٌ عليها مسبقًا وذات طبيعة سياقيّة، كأن يقول المتصِل للمتصل – عن طريق المكالمة الفائتة – أنه وصل إلى وجهة معينة أو يُبلغ تاجرٌ ما (المتصِل) زبونه (المُتصَل عليه) بأنَّ طلبه جاهزٌ للاستلام مثلًا. طُوِّرت المكالمات الفائتة في بعض البلدان وأصبحت معانيها تختلفُ حسب عدد المكالمات الفائتة، ففي بنغلاديش مثلًا تُعتبر مكالمتانِ فائتتانِ متتاليتانِ إشارة إلى تأخُّر الشخص في الوصول للمكان المُتفَق عليه، أما في سوريا فتُعتبر خمسُ مكالماتٍ فائتةٍ على التوالي إشارة إلى أن المُتصِل يرغبُ في الدردشة عبر الإنترنت. في المقابل هناك معايير ثابتة لكيفية استخدام المكالمات الفائتة في بعض الدول الأفريقيّة حيثُ قد تعني المكالمة الفائتة في بعض الحالات أن المُتصَل يجبُ عليه معاودة الاتصال بمكالمة صوتية وبالتالي تحمُّل مسؤولية دفع ثمنها. قُورن في بعض الدراسات بين الممارسة الاجتماعية للمكالمات الفائتة وبعض تطبيقات المراسلة على غِرار تطبيق يو القادر فقط على إرسال كلمة يو (بالإنجليزية: Yo)‏ إلى جهات اتصال محددة.

### التسويق والخدمات
اعتُمدت المكالمات الفائتة كطريقةٍ للتسويق بالإذن عبر الهاتف المحمول وتُعرف هذه الطريقة باسمِ التسويق عبر المكالمات الفائتة (بالإنجليزية: missed call marketing)‏. تستفيدُ الحملات التي تقوم بهذا النوع من التسويق من قيام مقدمي الخدمات الخلوية بتقديم مكالمات ورسائل نصية واردة غير محدودة: تحتوي إعلانات هذه الحملات على تعليمات للعملاء لإجراء مكالمة فائتة على رقمٍ معينٍ، ثم يقوم الرقم تلقائيًا بالاتصال أو إعادة الرسائل النصية بمحتوى إضافي مثل معلوماتٍ عن منتجٍ ما أو عرضٍ معيّن أو حتّى ترويج لمشهورٍ ما. يُمكن للمعلنين أيضًا الاحتفاظ بأرقام هواتف المتصلين لبناء قاعدة بيانات للعملاء والتي يُمكن استخدامها في برنامج المشاركة التسويقي وفي التحليلات كذلك.
يُعتبر التسويق عبر المكالمات الفائتة تسويقًا مشهورًا ومعروفًا في الهند حيثُ تجذب البيئة الثقافية والاقتصادية للبلاد المعلِنين للتسويق بهكذا طريقة. يستخدمُ 90% على الأقل من جميع مستخدمي الهواتف الخلوية في الهند خدماتٍ مدفوعةٍ مسبقًا ولا تزال الهواتف المميزة شائعة، عدى عن أنَّ الوصول إلى الإنترنت غير متاحٍ على نطاقٍ واسعٍ في بعض المناطق الريفيّة. إلى جانب الإعلانات، تُستخدم أرقام المكالمات الفائتة التي يجمعها المعلِنون لخدمات أخرى على غرار الخدمات المصرفية عبر الهاتف بالإضافة إلى جمعها – أي أرقام الهواتف – ضمن قوائم وتقديمها أو بالأحرى بيعها لبعض البرامج التلفزيونيّة من أجل الاستفادة منها في أمورٍ مثل تصويت المشاهدين وما إلى ذلك.
هناك عددٌ من الشركاتِ المتخصصة في التسويق عبر المكالمات الفائتة بما في ذلك فلاش كال (بالإنجليزية: Flashcall)‏، فيفا كونيكت (بالإنجليزية: VivaConnect)‏ وزيبديال (بالإنجليزية: Zipdial)‏. اعتمدت هذه الأخيرة على خدمة المكالمات الفائتة لإخطار متابعي الكريكيت كما فعلت المثل معَ حركة آنا هازاري لمكافحة الفساد عام 2011 في الهند. قامت شركة زيبديال بإجراءِ أكثر من 415 مليون مكالمة خلال السنوات الثلاث الأولى من تأسيسها وهو ما أكسبها شعبيّة كبيرة في الداخل الهندي وحتى عالميًا إلى أن استحوذت عليها شركة تويتر عام 2015 مقابل 20 حتى 40 مليون دولار أمريكي حسب تقارير صحفيّة. قبل أقل من عامٍ على صفقة الاستحواذ هذه، كانت شركةُ فيسبوك – أحد أكبر منافسي تويتر – قد أعلنت أنها ستدعمُ روابط لأرقام المكالمات الفائتة على شكلِ تنسيق إعلاني وذلك كجزءٍ من جهود الشركة لتعزيز أعمالها الإعلانيّة في الأسواق الناشئة مثل البرازيل والهند وإندونيسيا وجنوب إفريقيا. دخلت فيسبوك في شراكةٍ مع زيبديال – التي استحوذت عليها تويتر فيما بعد – ثمّ انتقلت لعقدِ الشراكة مع فيفا كونيكت لتقديم هذه الخدمة.
أطلقت شركة هندوستان يونيليفر (بالإنجليزية: Hindustan Unilever)‏ عام 2013 خدمةً عُرفت باسمِ راديو دودة الأذن (بالإنجليزية: Earworm Radio)‏ وهي خدمة مكالمات فائتة تقوم بتشغيل مجموعاتٍ من المحتوى الترفيهي الهندي على غِرار موسيقى بوليوود والترانيم الدينيّة التي تتخلَّلُها إعلانات عن العلامات التجارية للشركة. قصدت شركة هندوستان يونيليفر أن تكون الخدمة وسيلةً لإشراكِ المستهلكين في الأسواق التي تفتقرُ إلى خدمات وسائل الإعلام والاتصالات عبر الإنترنت (مثل ولاية بيهار حيث وُصفت الخدمة بأنها المحطة الإذاعية الأكثر شعبية في الولاية). اعتبارًا من عام 2015، استُمع لإعلانات الشركة – التي تُذاع وسطَ المحتوي الترفيهي – أكثر من 200 مليون مرة، وهو ما سَمح أيضًا للشركات التي ليست في منافسة مباشرة مع شركة هندوستان يونيليفر بالإعلان في الخدمة. لقد أسفرت حملة الترويج لفيلم عودة سينغهام من خلال خدمة راديو دودة الأذن عن 17 مليون مكالمة فائتة، جديرٌ بالذكر هنا أنَّ هذه الخدمة قد حصلت عام 2014 على جائزتي كان ليون ذهبيتين (بالفرنسية: Cannes Lions)‏ ذهبيتين: واحدة عن أفضل استخدامٍ للصوت والأخرى عن أفضل استخدامٍ للأجهزة المحمولة وجائزة ثالثة في مجال الجوّالات وذلك عن فئة نشاط الاستجابة/الوقت الفعليّ، كما فازت الحملة في العام الموالي بجائزة الأسد البرونزي (بالإنجليزية: bronze Lion)‏ عن فئة الفعاليّة الإبداعية.
واجهت طريقةُ التسويق عبر المكالمات الفائتة انتقادات جمّة حيثُ حذر أستاذ إدارة التسويق في المعهد الهندي للإدارة بوراني من «أنه ومثلما هناك سلبيّات في الإعلانات والتسويق عبر الهاتف بما في ذلك السخام الإلكتروني، فإنَّ التسويق عبر المكالمات الفائتة ينطوي على سلبيّات أيضًا قد تدعو عددًا كبيرًا من مستخدمي الهواتف لمقاطعة هذا النوع من التسويق.» تنظرُ العلامات التجارية المشهورة إلى خدمة التسويق عبر المكالمات الفائتة على أنها غير مناسبة خاصّة أنها تستهدفُ أسواقها المعنية، بينما وجدت شركة فلاش كال (بالإنجليزية: Flashcall)‏ مثلًا أن المفهوم لم يكن قابلاً للتطبيق في المناطق التي لم تكن فيها المكالمات الفائتة ممارسة اجتماعية راسخة مثل الولايات المتحدة (حيث تتوفر الهواتف الذكية على نطاق واسع).

## النشاط
خلال حركة مكافحة الفساد في الهند عام 2011، كان يُمكن للمواطنين بدعم حملة آنا هازاري من خلال رقمٍ على شركة زيبديال. تلقى هذا الرقم 4 ونصف مليون مكالمة وهو عددٌ فاق بكثير عدد الإعجابات الذي حظيت بهِ الحملة على منصّة فيسبوك أو عدد إعادة تغريد تغريدات الصفحة الرسميّة للحملة على منصّة تويتر. نُظِّم في كانون الثاني/يناير 2013 احتجاجٌ ضد ارتفاع أسعار الإنترنت على الهواتف المحمولة في بنغلاديش حيثُ تبادل المتظاهرون في وقتٍ واحدٍ ملايين المكالمات الفائتة في محاولةٍ منهم لزيادة الضغط على الشبكة الخلوية وتعطيلها.
استخدم حزب آم آدمي (بالإنجليزية: Aam Aadmi)‏ الهندي عام 2014 أرقام المكالمات الفائتة في حملاته الدعائيّة، وفي أقل من شهرٍ واحدٍ كان الحزب قد نجحَ في استقطابِ ما مجموعهُ 700,000 عضو جديد عبر المكالمات الفائتة. أما في الواحد والثلاثين من كانون الثاني/يناير 2016 ففد أصبح العنوان الإذاعي الشهري لرئيس الوزراء الهندي ناريندرا مودي مان كي بات (بالهندية: Mann Ki Baat) متاحًا عبر الهاتف من خلال رقم مكالمةٍ فائتة. صرح مسؤول حكومي أنه في الفترة من 31 كانون الثاني/يناير إلى 23 شباط/فبراير 2016 أُجريت أكثر من 30 مليون مكالمة على الرقم.

### السخام
استُخدمت المكالمات الفائتة لأغراض احتيالية في عملية احتيالٍ تُعرف باسم وانجيري (بالإنجليزية: Wangiri)‏ أو حلقة واحدة وقطع (باليابانية: ワン切り) حيثُ يترك المخادع مكالمة فائتة باستخدام رقم هاتف دولي بسعر ممتاز وذلك في محاولةٍ منه لإغراء المُتصَل عليه بإعادة الاتصال وبالتالي يتمُّ تحصيل رسومٍ منه.